# Gerald Drummond
Gerald George Drummond Johnson (Limón, Costa Rica, 9 de septiembre de 1976) es un exfutbolista costarricense que jugó como delantero. Fue internacional absoluto con la selección de Costa Rica con 16 participaciones y 6 anotaciones.

## Trayectoria
Hizo su debut profesional con el Deportivo Saprissa el 8 de noviembre de 1995, en el que consiguió 4 títulos de la máxima categoría costarricense, dos títulos de la Liga de Campeones de la Concacaf y un título de la Copa Interclubes de la Uncaf. Tuvo participación en el Campeonato Mundial de Clubes de la FIFA 2005 quedando en la tercera posición.
Estuvo con el Club Sport Herediano entre el 2003 y volvió a estar ligado con el equipo florense entre el 2006 hasta el 2008.
Se unió con A. D. Ramonense en el 2008, finalizando su carrera hasta 1 de febrero de 2009.

## Selección nacional
Debutó con la selección de Costa Rica el 2 de octubre de 1996 en un partido amistoso contra Venezuela en el que tuvo participación durante 67 minutos en la derrota 2-0. 
En 1997 tuvo dos partidos amistosos. El 5 de febrero, se enfrentó ante Eslovaquia en participación con 71 minutos en el empate 2-2. Su segundo partido fue contra Venezuela, disputando en su primera ocasión los 90 minutos, ofreciendo su primera anotación al minuto 50, finalizando con victoria contundente 5-0.
Participó en la Copa Uncaf 1997, disputando partidos contra Guatemala, Nicaragua, Honduras, y contra El Salvador, Drummond quedó campeón con la tricolor costarricense al quedar la tabla acumulada 7 puntos, siendo su primer título internacional con la selección de Costa Rica.
En 1999, tuvo tres partidos amistosos. El primer partido fue contra Ecuador con una participación de 45 minutos en el empate 0-0. Su segundo partido fue contra Jamaica en el que puso la única anotación de los costarricenses al minuto 35 para después finalizar con empate 1-1. El tercer partido fue nuevamente contra Jamaica, ingresó de cambio al minuto 46 por Jafet Soto, con el que tuvo un triplete con la tricolor a los minutos 51, 66, y 82, finalizando con una victoria contundente 9-0.
Participó únicamente en un partido en la Copa Uncaf 1999. El encuentro fue contra Belice, anotando al minuto 79 en la victoria 7-0.
El 29 de mayo de 1999, tuvo un partido amistoso contra el país sudamericano de Chile, sumando 21 minutos en la derrota 3-0.
El 20 de marzo de 2003, tuvo un partido amistoso contra Austria, siendo este su último partido con el combinado patrio, contabilizando 30 minutos en la derrota 2-0.
Gerald participó en 16 ocasiones, sumando 6 anotaciones con la selección de Costa Rica.

#### Participaciones internacionales
| Competición     | Sede       | Resultado | Partidos | Goles |
| --------------- | ---------- | --------- | -------- | ----- |
| Copa Uncaf 1997 | Guatemala  | Campeón   | 5        | 0     |
| Copa Uncaf 1999 | Costa Rica | Campeón   | 1        | 1     |

### Goles internacionales
| N. | Fecha                 | Sede                           | Rival     | Gol | Resultado | Competición      |
| -- | --------------------- | ------------------------------ | --------- | --- | --------- | ---------------- |
| 1. | 19 de febrero de 1997 | Estadio Nacional de Costa Rica | Venezuela | 3–1 | 5–2       | Partido amistoso |
| 2. | 19 de febrero de 1997 | Independence Park, Jamaica     | Jamaica   | 0–1 | 1–1       | Partido amistoso |
| 3. | 24 de febrero de 1997 | Estadio Nacional de Costa Rica | Jamaica   | 6–0 | 9–0       | Partido amistoso |
| 4. | 24 de febrero de 1997 | Estadio Nacional de Costa Rica | Jamaica   | 7–0 | 9–0       | Partido amistoso |
| 5. | 24 de febrero de 1997 | Estadio Nacional de Costa Rica | Jamaica   | 8–0 | 9–0       | Partido amistoso |
| 6. | 17 de marzo de 1997   | Estadio Nacional de Costa Rica | Belice    | 7–0 | 7–0       | Copa Uncaf 1999  |

## Clubes
| Club               | País       | Año       |
| ------------------ | ---------- | --------- |
| Deportivo Saprissa | Costa Rica | 1995-2002 |
| C. S. Herediano    | Costa Rica | 2003      |
| Deportivo Saprissa | Costa Rica | 2003-2006 |
| C. S Herediano     | Costa Rica | 2006-2008 |
| A. D. Ramonense    | Costa Rica | 2008-2009 |

## Palmarés

### Títulos nacionales
| Título                         | Equipo             | Sede       | Año  |
| ------------------------------ | ------------------ | ---------- | ---- |
| Primera División de Costa Rica | Deportivo Saprissa | Costa Rica | 1998 |
| Primera División de Costa Rica | Deportivo Saprissa | Costa Rica | 1999 |
| Primera División de Costa Rica | Deportivo Saprissa | Costa Rica | 2004 |
| Primera División de Costa Rica | Deportivo Saprissa | Costa Rica | 2006 |

### Títulos internacionales
| Título                           | Equipo                  | Sede                                    | Año  |
| -------------------------------- | ----------------------- | --------------------------------------- | ---- |
| Liga de Campeones de la Concacaf | Deportivo Saprissa      | Norteamérica, Centroamérica y el Caribe | 1995 |
| Copa Centroamericana             | Selección de Costa Rica | Guatemala                               | 1997 |
| Copa Centroamericana             | Selección de Costa Rica | Costa Rica                              | 1999 |
| Copa Interclubes de la Uncaf     | Deportivo Saprissa      | Estados Unidos                          | 2003 |
| Liga de Campeones de la Concacaf | Deportivo Saprissa      | Norteamérica, Centroamérica y el Caribe | 2005 |

## Vida privada
Jervis Drummond es el hermano de Gerald  Drummond que vistió también los colores del Deportivo Saprissa llegando a ser titulares con el equipo.
Tiene un hijo que se llama Gerald Drummond, con la ocupación de atleta.